# Friedrich Adolf Willers
Friedrich Adolf Willers (* 29. Januar 1883 in Bremervörde; † 5. Januar 1959 in Dresden) war ein deutscher angewandter Mathematiker.

## Leben

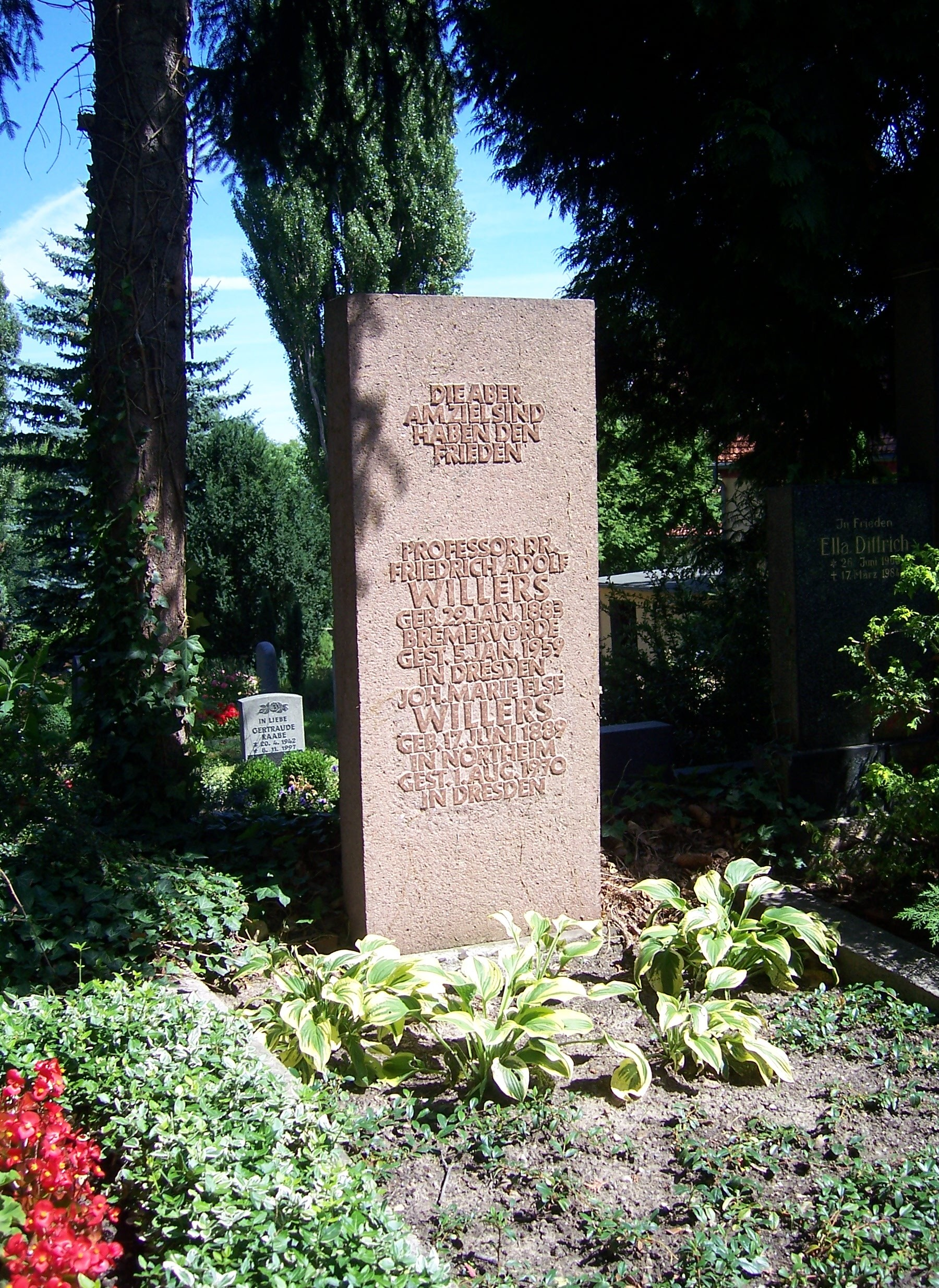
Grab von Friedrich Adolf Willers auf dem Friedhof Leubnitz-Neuostra

Willers wurde 1883 in Bremervörde geboren und besuchte das Gymnasium in Stade. Er studierte ab 1903 Mathematik und Physik an der Universität Jena und ab 1904 an der Universität Göttingen, an der er 1907 bei Carl Runge promoviert wurde (Die Torsion eines Rotationskörpers um seine Achse, wobei ein iteratives grafisches Näherungsverfahren detailliert entwickelt wurde), bei dem er auch schon ab 1905 Assistent war. In den Jahren 1907/1908 war er Assistent am Geophysikalischen Institut der Universität Göttingen. Nach der Lehramtsprüfung wurde er 1908 zunächst Assistent für Darstellende Geometrie und grafische Statik an der Universität Danzig, ab 1909 war er als Lehrer in Göttingen, Wilhelmshaven, Bünde sowie in Berlin tätig. Im Jahr 1915 schrieb er den Beitrag in der Enzyklopädie der mathematischen Wissenschaften über numerische Integration von Differentialgleichungen.
Er habilitierte sich 1928 an der Technischen Hochschule Berlin-Charlottenburg und war dort anschließend als Privatdozent tätig. Im gleichen Jahr wurde er Nachfolger von Erwin Papperitz als Professor für Mathematik und Darstellende Geometrie an der Bergakademie Freiberg. Im November 1933 unterzeichnete er zwar das Bekenntnis der deutschen Professoren zu Adolf Hitler, wurde aber 1934 aus dem Amt gedrängt (er musste seine Emeritierung beantragen). Er arbeitete dann mit Erich Trefftz von der Technischen Hochschule Dresden an elastizitätstheoretischen Problemen und wurde nach dessen Tod als sein Nachfolger Herausgeber der Zeitschrift für Angewandte Mathematik und Mechanik der GAMM, was er 20 Jahre lang blieb. Im Jahr 1944 wurde er ordentlicher Professor für angewandte Mathematik an der Technischen Hochschule Dresden, an der er nach der Wiedereröffnung im Jahr 1946 wesentlich am Wiederaufbau der Mathematik-Institute beteiligt war. 
Außerdem unterstützte er als verantwortlicher Leiter die Konstruktion und die Einrichtung der ersten Elektronenrechner durch Nikolaus Joachim Lehmann. Von 1949 bis 1954 war er dort der erste Dekan der neu gegründeten Fakultät für Mathematik und Naturwissenschaften. Er wurde 1956 emeritiert und starb drei Jahre später. Sein Grab befindet sich in Dresden auf dem Friedhof Leubnitz-Neuostra.
Willers war Mitglied der Deutschen Akademie der Naturforscher Leopoldina, ab 1954 der Sächsischen Akademie der Wissenschaften sowie seit 1955 der Deutschen Akademie der Wissenschaften zu Berlin. Im Jahr 1952 verlieh ihm die Technische Hochschule Darmstadt einen Ehrendoktortitel, ein Jahr später wurde er mit dem Nationalpreis der DDR ausgezeichnet. Im Jahr 1961 erhielt das Mathematikgebäude der Technischen Hochschule Dresden den Namen Willers-Bau.
Friedrich Adolf Willers war mit Else Hueg (1889–1970) verheiratet. Der Sohn Hans-Georg (1916–1923) verstarb im Kindesalter, Tochter Annemarie (1918–1988) wurde Schriftgestalterin und war von 1946 bis 1965 an der TH Dresden tätig. Sie gestaltete die astronomische Uhr am Trefftz-Bau (seit 2007 am Willers-Bau), zu der ihr Vater die notwendigen Berechnungen vornahm. Ebenfalls ist sie für die Schriftgestaltung der Namenszüge an einigen verantwortlich.

## Darstellung Willers’ in der bildenden Kunst
- Bernhard Kretzschmar: Prof. Willers, Nationalpreisträger (Öl, um 1957)[3]

## Schriften
- Methoden der praktischen Analysis 1928, 4. Auflage 1971 (engl. Übersetzung Graphical analysis – practical and numerical methods, New York 1948)
- Mathematische Instrumente 1943, erweitert als „Mathematische Maschinen und Instrumente“ 1951
- Elementarmathematik, Dresden, Leipzig 1948, 12. Auflage 1965